# ثالاسودروميوس
ثالاسودروميوس هو جنس  تيروصور عاش في ما يعرف الآن بالبرازيل خلال العصر الطباشيري المبكر، قبل حوالي مائة مليون سنة.